# Bill Richardson
William Blaine Richardson, ou simplesmente Bill Richardson, (Pasadena, 15 de Novembro de 1947 – Chatham, 1 de setembro de 2023) foi um político norte-americano que serviu como 30.º Governador do Novo México de Janeiro de 2003 até 2011. Foi um dos candidatos do Partido Democrata nas eleições primárias do Partido Democrata de 2008 mas retirou-se em 10 de Janeiro desse ano logo após a eleição primária na Nova Hampshire.
Foi membro da Câmara dos Representantes, embaixador do seu país na Organização das Nações Unidas, e Secretário da Energia na administração de Bill Clinton. Bill Richardson foi um influente membro do Partido Democrata e visto como potencial running mate de Barack Obama para a eleição presidencial de 2008.
Em novembro de 2008 foi convidado por Obama para Secretário do Comércio da sua administração.
Em 31 de dezembro de 2010, ele negou o perdão a Billy The Kid.
Morreu em 1 de setembro de 2023, aos 75 anos, em Chatham.

## Caso Jeffrey Esptein
Durante todo o Caso Jeffrey Epstein, Virginia Roberts Giuffre, testemunha-chave fundamental do caso, relata que foi foi "orientada" pelo sua empregadora Ghislane Maxwell a fazer massagens eróticas e se envolver em atividades sexuais com nomes conhecidos das elites mundiais, Bill Richardson foi um dos nomes citados, tendo sido apontado como a BBC como um dos grandes ligados a Ilha de Esptein.